# جیمز کین (بازیکن فوتبال)
جیمز کین (انگلیسی: James Keene؛ زادهٔ ۲۶ دسامبر ۱۹۸۵) یک بازیکن فوتبال اهل بریتانیا است.